# فريق الانتقال العسكري
فريق الانتقال العسكري أو فريق الانتقال، المعروف اختصارًا باسم MiTT في سياق الجيش الأمريكي، هو فريق مكون من 10 إلى 15 جنديًا يقوم بتدريب القوات الأمنية المحلية والوطنية الأجنبية. تم استخدام هذا المصطلح في "الحرب على الإرهاب" للإشارة إلى المجموعات التي تقوم بتدريب قوات الأمن العراقية بشكل خاص. بالمقارنة، يتم تدريب الجيش الأفغاني والقوات الأمنية الأفغانية الأخرى بواسطة فرق التدريب المدمجة الأمريكية (ETTs) وفرق الإرشاد والاتصال العملياتي (OMLTs) التابعة لدول أخرى.

## المهمة
تتمثل المهمة الأساسية لفرق الانتقال في تدريب وتوجيه وتقديم المشورة لنظرائهم الأجانب في قوات الأمن العراقية في مجالات الاستخبارات، والاتصالات، والدعم المسلح، واللوجستيات، والعمليات، وتكتيكات المشاة. كما تتولى الفرق المتخصصة تدريب وتوجيه وتقديم المشورة في مجالات الشرطة المدنية وإنفاذ الحدود. الهدف هو جعل قوات الأمن المحلية قادرة على تنفيذ مهماتها وعملياتها بشكل فعال ومستقل دون الحاجة إلى تدخل أو نصيحة خارجية. تشمل مجالات عمل فرق الانتقال العمليات العسكرية ومكافحة التمرد (التكتيكات، اللوجستيات)، الشرطة المدنية وإنفاذ الحدود. عند تنفيذ العمليات العسكرية مع نظرائهم العراقيين، تطلب فرق الانتقال الدعم الجوي القريب من الولايات المتحدة، ونيران غير مباشرة، والإخلاء الطبي عند الحاجة. كما تلعب دورًا حيويًا في التنسيق بين الوحدة الأجنبية والوحدات الأمريكية القريبة لضمان أن كل وحدة تكون على دراية بالوحدات الأخرى ويمكنها مساعدة بعضها البعض في عملياتها. تراقب فرق الانتقال أيضًا قدرات الوحدة الأمنية الأجنبية المكلفة بها وتقدم تقارير عنها. يعملون مع نظرائهم العراقيين لتعزيز الفهم لسيادة القانون وحقوق الإنسان الأساسية.
خلال حرب العراق، كانت فرق الانتقال جزءًا أساسيًا من الاستراتيجية لتدريب وتجهيز قوات الأمن الوطنية العراقية. كانت إحدى المهام الرئيسية للجيش الأمريكي في العراق هي تدريب قوات أمن عراقية كفوءة. بحلول نهاية عام 2006، ساعدت فرق الانتقال في تدريب وتجهيز حوالي 326,000 فرد من أفراد خدمات الأمن العراقية. يشمل هذا الرقم 138,000 من أفراد الجيش العراقي و188,000 من أفراد الشرطة العراقية والشرطة الوطنية.

## الأصناف في العراق (2003–2011)

### فرق الانتقال العسكري، MiTTs
تُعرف معظم فرق الانتقال باسم فرق الانتقال العسكري، وتُختصر عادةً بـ MiTTs. تكون هذه الفرق مسؤولة عن تدريب وتوجيه وتقديم المشورة للجيش العراقي (IA).

### فرق الانتقال للشرطة الوطنية، NPTTs
في عام 2005، وُضعت فرق انتقالية لتقديم الإرشاد لقوات الأمن العراقية الأخرى، حيث بدأ الفيلق متعدد الجنسيات في العراق (MNC-I) بإدماج فرق انتقالية مع الشرطة الوطنية العراقية شبه العسكرية (NP) وشرطة العراق العادية (IPS) التابعة لوزارة الداخلية. كانت تُعرف سابقًا باسم فرق تدريب الشرطة الخاصة (SPTTs)، وأصبحت هذه الفرق الوطنية تُسمى فرق انتقال الشرطة الوطنية (NPTTs)، وهي مماثلة تقريبًا للفرق التي تدعم الجيش العراقي، وتضم كل فرقة 10-12 جنديًا أمريكيًا مهمتهم تدريب كتيبة كاملة من الشرطة الوطنية العراقية.

### فرق الانتقال للشرطة، PTTs
تؤدي فرق الانتقال للشرطة (PTTs) وظيفة مماثلة بالنسبة للشرطة العراقية. تختلف هذه الفرق بشكل كبير في الحجم بناءً على منطقة المسؤولية ومستوى التهديد. قد تشمل وحدات شرطة عسكرية وأفرادًا مدنيين متعاقدين. عادةً ما يكون قائد الفريق هو رقيب يتعاون مع عناصر داعمة. العناصر الداعمة عادةً تشمل مترجمًا ومحققًا شرطيًا دوليًا (IPA) وغالبًا ما يكون ضابط شرطة مدني. يجب أن يكون لدى المحقق الشرطي الدولي 5 سنوات من الخدمة في الشرطة، بينما يكون المترجم عادةً مواطنًا محليًا. تنتقل هذه الفرق إلى مراكز الشرطة المحلية للعمل مع قادة المحطات. تساعد هذه الفرق في اللوجستيات والتدريب والحفاظ على الإمدادات المتوفرة. يعمل قائد الفريق كمستشار ووسيط ولا يدير المركز بل يقدم النصح فقط.

### فرق الانتقال للحدود، BTTs
فرق الانتقال للحدود (BTTs) هي فرق انتقالية مدمجة مع قوات مديرية إنفاذ الحدود التابعة لوزارة الداخلية العراقية (DBE) على مستوى اللواء والكتيبة. تساعد هذه الفرق مديرية إنفاذ الحدود في دورياتها ومراقبة عمليات العبور غير القانونية على الحدود الدولية للعراق. تركز هذه الفرق بشكل خاص على مساعدة المديرية في منع تسلل العناصر المتمردة والإرهابية والإجرامية إلى العراق. بسبب بُعد هذه المهام، تتضمن فرق BTTs عادة أفراد صيانة واتصالات غير موجودين في الفرق الانتقالية الأخرى. وغالبًا ما تم نشر هذه الفرق مع خبراء ومستشارين مدنيين في مجالات متخصصة.

### فرق الانتقال للمنافذ الحدودية، PoETTs
فرق الانتقال للمنافذ الحدودية (PoETTs) هي فرق انتقالية مدمجة مع قوات مديرية المنافذ الحدودية التابعة لوزارة الداخلية العراقية (POED) في المنافذ الرئيسية على حدود العراق. تساعد هذه الفرق مديرية المنافذ الحدودية العراقية وضباط الجمارك في مراقبة ومنع التهريب غير القانوني للأشخاص والبضائع عبر المنافذ الدولية للعراق. تركز هذه الفرق على مساعدة مديرية المنافذ الحدودية العراقية وضباط الجمارك في منع تسلل العناصر المتمردة والإرهابية والإجرامية إلى العراق. وبالمثل لفرق BTTs، يتم نشر فرق PoETTs غالبًا مع خبراء ومستشارين مدنيين بالإضافة إلى أفراد صيانة واتصالات بسبب بُعد هذه المهام.

### فرق انتقالية أخرى
يضم الجيش الأمريكي أيضًا عددًا قليلًا من الفرق الانتقالية المتخصصة في الوحدات ذات الكثافة المنخفضة مثل الإدارة، واللوجستيات، وأمن القواعد، ووحدات النقل.

## هيكل الفريق الانتقالي

### هيكل الفريق الانتقالي في العراق
يتكون جنود الفرق الانتقالية بشكل عام من ضباط وضباط صف ذوي مستويات متوسطة إلى عليا، تتراوح رتبهم من رقيب إلى عقيد. يهدف ذلك إلى ضمان أن يكون الفريق ذا خبرة كافية من الناحية التكتيكية لتدريب وتوجيه نظرائهم الأجانب بشكل صحيح. يتم تشكيل الفرق من جميع مكونات وفروع الجيش الأمريكي، بما في ذلك الجيش النظامي، والاحتياط، والحرس الوطني، ومشاة البحرية الأمريكية، والبحرية الأمريكية، وسلاح الجو الأمريكي. يتراوح حجم معظم الفرق الانتقالية العراقية عادة بين 10 و16 جنديًا، ولكن يمكن أن يتراوح عدد أعضاء الفريق من ثلاثة فقط إلى 45. غالبًا ما يتم تعزيز العديد من الفرق في الميدان بعناصر أمن أو دعم إضافي. يتوفر لكل فريق من 1 إلى 6 مترجمين محليين لمساعدتهم في التواصل مع نظرائهم العراقيين. على الرغم من أن الغالبية العظمى من الفرق الانتقالية يقدمها الجيش الأمريكي، إلا أن شركاء التحالف في العراق أرسلوا فرقًا لدعم الجهود الأمريكية في تدريب القوات الأمنية العراقية.
بمجرد وصولهم إلى العراق، يتم تعيين الفرق الانتقالية إداريًا لمجموعة المساعدة العراقية (IAG)، ولكن بمجرد اندماجهم مع وحدتهم في العراق، تخضع الفرق الانتقالية الأمريكية للسيطرة التشغيلية لقائد القوات البرية الأمريكية المحلي.

## تدريب الفرق الانتقالية (العراق)
منذ أكتوبر 2006، تولت الفرقة الأولى للمشاة التابعة للجيش الأمريكي، ومقرها في فورت رايلي بولاية كانساس، مسؤولية تدريب جميع الفرق الانتقالية للخدمة في العراق وأفغانستان. كانت الفرق الانتقالية سابقًا تتلقى تدريبها في عدة مواقع تابعة للجيش الأمريكي، وأبرزها فورت كارسون في كولورادو، وكامب أتابوري في إنديانا، وفورت هود في تكساس، وكامب شيلبي في ميسيسيبي. ومع ذلك، في أوائل عام 2006، قرر الجيش الأمريكي توحيد جميع التدريبات في فورت رايلي بهدف توحيد وتحسين التدريب لهذه المهمة الحرجة.
في أغسطس 2009، ستتولى اللواء 162 للمشاة، ومقره في فورت بولك بولاية لويزيانا، مسؤولية تقديم تدريب مشترك صارم وواقعي للقوات الأمنية الأجنبية ضمن فرق الانتقال في بيئة ذات شدة متوسطة إلى عالية. ستشارك الفرق في دورة تدريبية مدتها 60 يومًا للعسكريين في الجيش الأمريكي، مع تشغيل الدروس لمدة ستة أيام في الأسبوع. وستخضع الفرق التابعة للقوات الجوية والبحرية الأمريكية لدورة تدريبية مدتها 45 يومًا، مع نفس الجدول الزمني.
بدأت أولى الفرق التدريبية في فورت كارسون بولاية كولورادو في سبتمبر 2005. تولت اللواء الأول، الفرقة الأولى للمشاة، قيادة وسيطرة مهمة الفرق الانتقالية في أكتوبر 2006. تتمثل مسؤولية هذا اللواء في تشكيل وتدريب الفرق الانتقالية. يتمحور هذا التدريب في معسكر فنستون في فورت رايلي، حيث تم تدريب الآلاف من الجنود الأمريكيين قبل إرسالهم للمشاركة في الحرب العالمية الأولى. أما قوات مشاة البحرية الأمريكية فتدرب فرقها في توينتينين بالمس، كاليفورنيا.
يتكون نهج تدريب قوات مشاة البحرية الأمريكية من عنصرين. يُنفذ العنصر الأول في المحطات المحلية إما في كامب بندلتون، كاليفورنيا، أو كامب لوجين، نورث كارولينا. أما العنصر الثاني، فيستمر لمدة 3-6 أسابيع في قاعدة مشاة البحرية في توينتينين بالمس، كاليفورنيا، ويُشار إليه بـ "موهافي فايبر المحسن (EMV). خلال هذه المرحلة، يخضع أفراد مشاة البحرية لتدريب تكتيكي وغمر في سيناريوهات حقيقية كمرحلة نهائية قبل نشرهم في العراق أو أفغانستان.

## مستقبل الفرق الانتقالية
اعتبارًا من ديسمبر 2006، تم تعيين أكثر من 5000 فرد من القوات المسلحة الأمريكية في الفرق الانتقالية في العراق. ومع ذلك، من المتوقع أن يزداد هذا العدد مع توسع القيادة المتعددة الجنسيات - العراق (MNC-I) في حجم قوات الأمن العراقية. في تقريرها لعام 2006، أوصت مجموعة دراسة العراق (ISG) بما يلي:
علاوة على ذلك، خلصت مجموعة دراسة العراق (ISG):
بشكل عام، أفادت القوات المسلحة الأمريكية بأنها راضية عن نتائج استراتيجية فرق الانتقال في حرب العراق. يُعتقد أنه إذا تمكنت القوات المسلحة الأمريكية من الانتقال من محاربة المتمردين إلى تقديم المشورة للقوات الأمنية الوطنية، قد تنخفض معدلات الإصابات الأمريكية. يُعتبر تسليم ساحة المعركة إلى القوات الأمنية العراقية معلمًا غالبًا ما يُستشهد به كمعيار للتقدم في الحرب في العراق. في الاستراتيجية الوطنية لتحقيق النصر في العراق، يتم تعريف النصر على أنه "العراق الذي يتولى زمام الأمور في هزيمة الإرهابيين والمتمردين ويوفر أمانه الخاص".

## روابط خارجية

### الروابط (العامة)
- Army News Service: "Top Iraqi General Visits Fort Riley, Sees Transition Team Training"
- Army Times: "Military Transition Team training shifts to Riley"
- U.S. Army، 1st Infantry Division and Fort Riley. "Transition Team (Official U.S. Army website)". مؤرشف من الأصل في 2007-11-09. اطلع عليه بتاريخ 2007-11-08.{{استشهاد ويب}}:  صيانة الاستشهاد: أسماء عددية: قائمة المؤلفين (link)
- Transition Teams AKO Page (sign-on required) نسخة محفوظة 12 ديسمبر 2012 at Archive.is
- NATO OMLT fact sheet
- Afghanistan, ISAF Operations led by NATO, Albanian Defence Ministry نسخة محفوظة 2018-06-20 على موقع واي باك مشين.

### روابط (العراق)
- Blog: From the Front Lines
- Barrows، Gary (27 أبريل 2007). "NPTTs Making a Difference in Iraq". U.S. Army. مؤرشف من الأصل في 2012-12-12. اطلع عليه بتاريخ 2007-04-27.
- Michael Hirsch؛ Kevin Peraino؛ Sarah Childress (18 ديسمبر 2006). "The Perils of Partnership: Inside the Pentagon's New Iraq Strategy". Newsweek. مؤرشف من الأصل في 2006-12-12. اطلع عليه بتاريخ 2007-12-01.
- Jaffe، Greg (18 يونيو 2006). "A Camp Divided; Wisdom of LTC Payne: Pain". Wall Street Journal. مؤرشف من الأصل في 2023-02-11. اطلع عليه بتاريخ 2007-12-01.
- Johnson، Karl (3 فبراير 2006). "Iraqi Soldiers Learn From Military Transition Teams". U.S. Army (363rd Mobile Public Affairs Detachment). مؤرشف من الأصل في 2006-02-08. اطلع عليه بتاريخ 2007-12-01.
- Kemplin، Kristen (15 فبراير 2006). "Police Transition Teams Help Iraqi Police Take Back Streets". U.S. Army (363rd Mobile Public Affairs Detachment). مؤرشف من الأصل في 2006-07-19. اطلع عليه بتاريخ 2007-12-01.
- U.S. National Security Council (30 نوفمبر 2005). "National Strategy for Victory in Iraq". The White House. ص. 38. مؤرشف من الأصل (PDF) في 2012-07-13. اطلع عليه بتاريخ 2007-10-31.